# Silly Love
"Silly Love" er en populær sang af rockgruppen 10cc fra albummet Sheet Music, som udkom i 1974. "Silly Love" er skrevet af Lol Creme og Eric Stewart.
| Musik | Spire Denne musikartikel er en spire som bør udbygges. Du er velkommen til at hjælpe Wikipedia ved at udvide den. |